# شیپورزن‌ها
شیپورزن‌ها (نام علمی: Psophia) یک سرده از پرندگان است که به جنگل‌های نمناک آمازون و سپر گویان در آمریکای جنوبی محدود می‌شود. این تنها سرده از خانواده Psophiidae است. پرندگان در این سرده معمولاً به عنوان شیپورزن شناخته می‌شوند، زیرا به دلیل صدای تهدیدآمیز بوق‌مانند نرها هستند. این سه گونه از نظر اندازه شبیه مرغ‌ها هستند. طول آنها ۴۵ تا ۵۲ سانتیمتر (۱۸ تا ۲۰ اینچ) و وزن آنها ۱ تا ۱٫۵ کیلوگرم (۲٫۲ تا ۳٫۳ پوند) است. پرندگانی گرد با گردن و پاهای بلند و نوک خمیده و حالت قوز کرده هستند. سر آنها کوچک است، اما چشمان آنها نسبتاً بزرگ است و آنها را «خوش اخلاق» نشان می‌دهد. پرهای آن نرم و شبیه خز یا مخمل روی سر و گردن است. بیشتر سیاه، با رنگین‌کمانی بنفش، سبز یا برنزی، به ویژه در پوشش بال‌ها و پایین گردن است. در شناخته‌شده‌ترین گونه، پرهای پرواز ثانویه و سوم سفید، خاکستری، یا سبز مایل به سیاه و مویی هستند که بر روی پایین کمر، که همان رنگ است، می‌افتند. این رنگ‌ها نام سه گونه پذیرفته‌شده را می‌دهند.